# Josh Charlton
Josh Charlton (Sherburn, 10 de febrero de 2003) es un deportista británico que compite en ciclismo en las modalidades de pista y ruta.
Ganó dos medallas de plata en el Campeonato Mundial de Ciclismo en Pista de 2024 y dos medallas en el Campeonato Europeo de Ciclismo en Pista de 2025.

## Medallero internacional
| Campeonato Mundial | Campeonato Mundial       | Campeonato Mundial | Campeonato Mundial      |
| Año                | Lugar                    | Medalla            | Competición             |
| ------------------ | ------------------------ | ------------------ | ----------------------- |
| 2024               | Ballerup (Dinamarca)     | Medalla de plata   | Persecución individual  |
| 2024               | Ballerup (Dinamarca)     | Medalla de plata   | Persecución por equipos |
| Campeonato Europeo |                          |                    |                         |
| Año                | Lugar                    | Medalla            | Competición             |
| 2025               | Heusden-Zolder (Bélgica) | Medalla de oro     | Persecución individual  |
| 2025               | Heusden-Zolder (Bélgica) | Medalla de plata   | Persecución por equipos |